# Камерата-Пічена
Камерата-Пічена (італ. Camerata Picena) — муніципалітет в Італії, у регіоні Марке,  провінція Анкона.
Камерата-Пічена розташована на відстані близько 210 км на північ від Рима, 14 км на захід від Анкони.
Населення — 2537 осіб (2014).
Щорічний фестиваль відбувається 25 листопада. Покровитель — Santa Caterina d'Alessandria.

## Демографія
Населення за роками:

Станом на 1 січня 2023 року в муніципалітеті офіційно проживало 115 іноземців з 30 країн, серед них 44 громадяни країн Євросоюзу та 3 громадяни України.

## Сусідні муніципалітети
- Агульяно
- Анкона
- К'яравалле
- Фальконара-Мариттіма
- Єзі